# 圣保禄圣殿 (纳博讷)
43°10′53.8″N 2°59′57.5″E / 43.181611°N 2.999306°E
圣保禄圣殿（Basilique Saint-Paul）是一座罗马天主教宗座圣殿，位于法国纳博讷。该堂建于1180年，法国兼有罗马式和哥特式。
1953年，该堂升格为宗座圣殿。1862年列为法国历史遗迹。

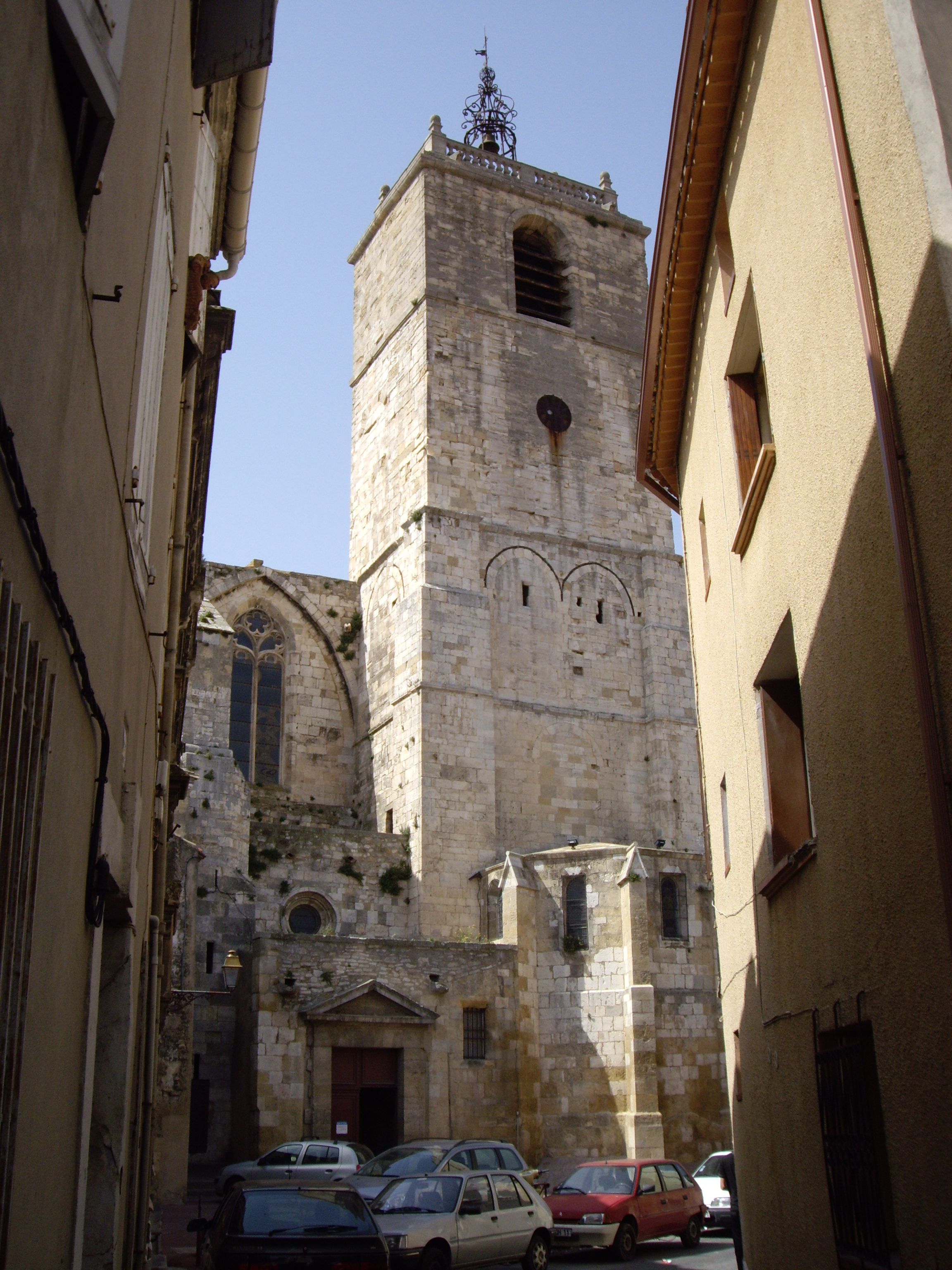
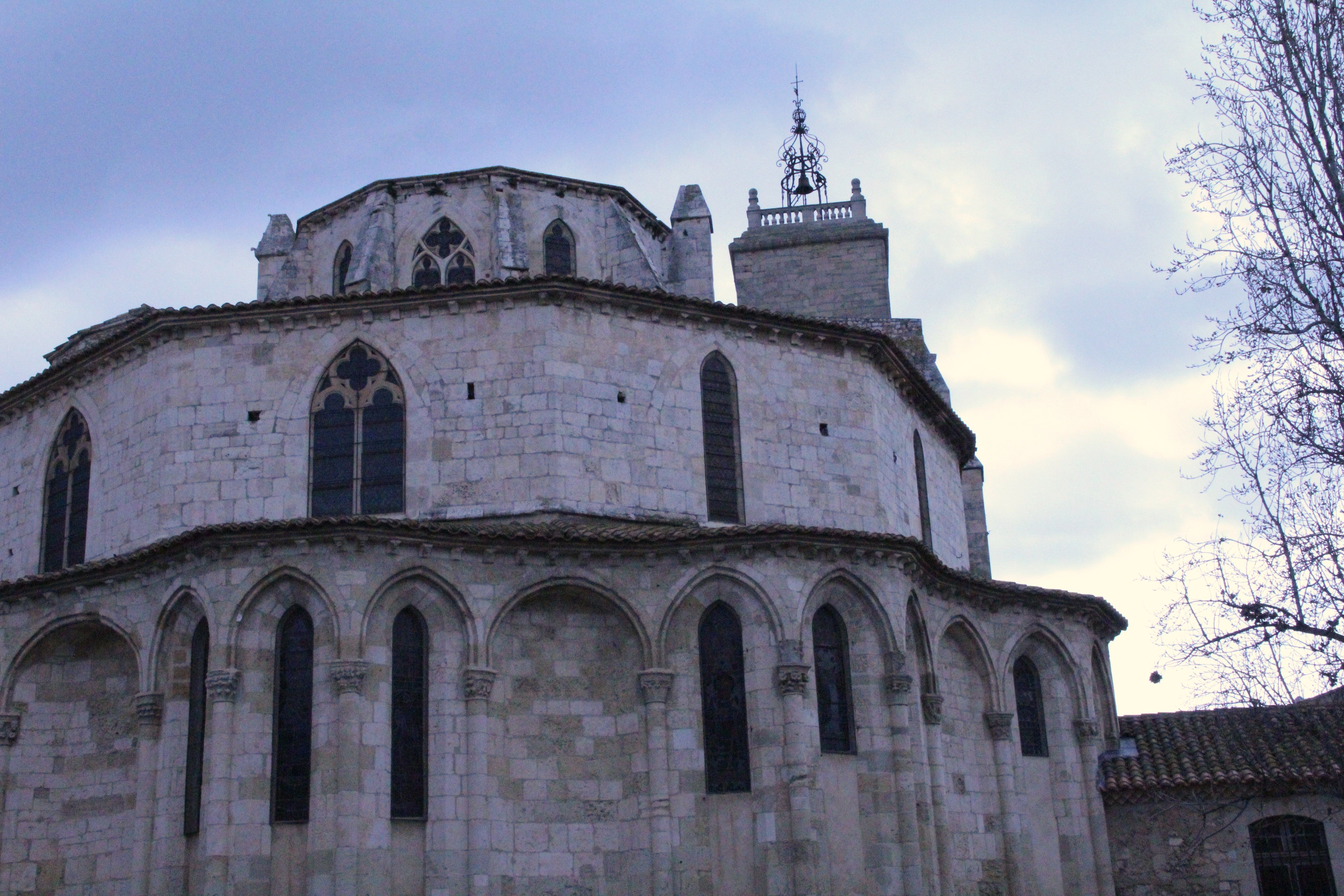
Chevet
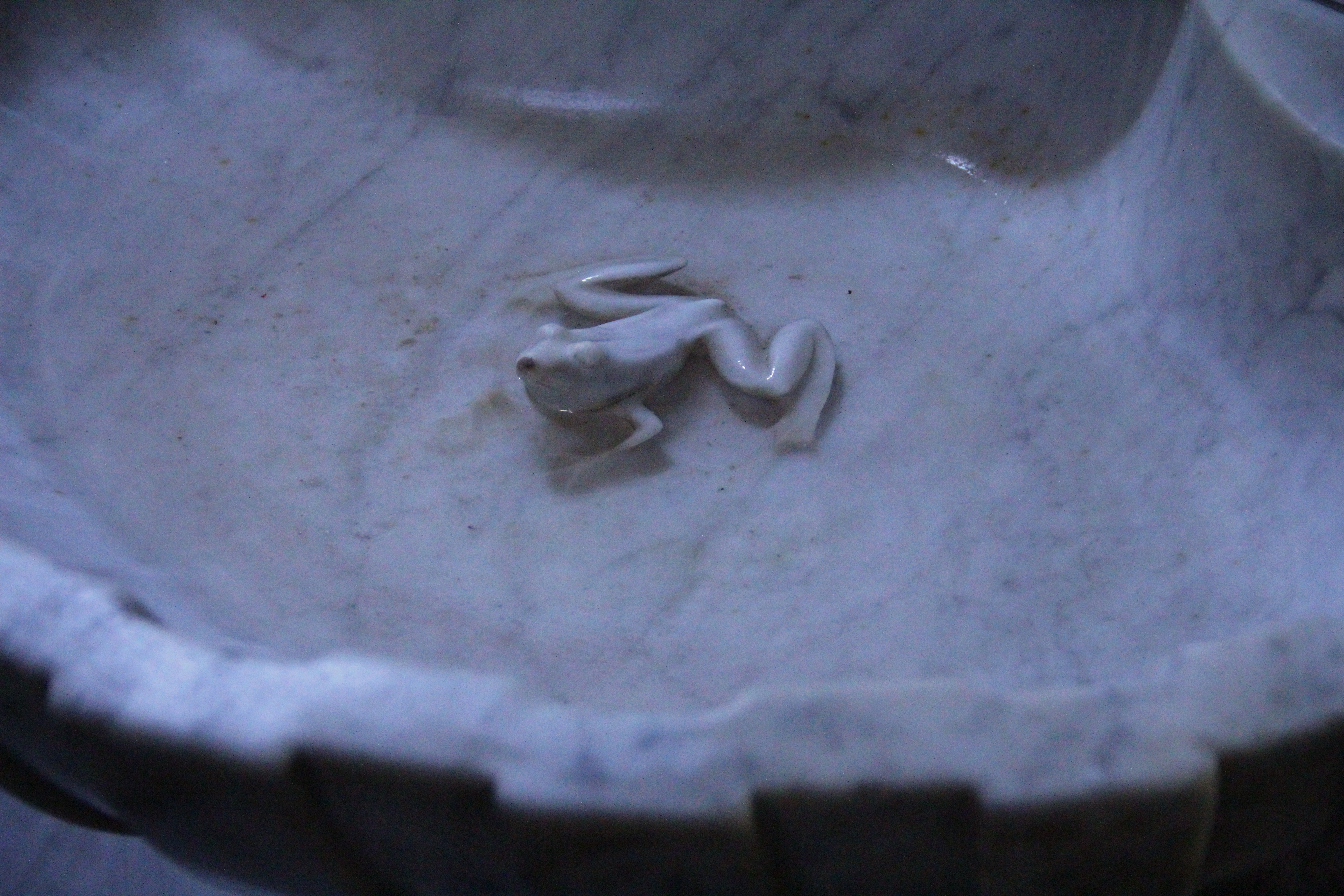
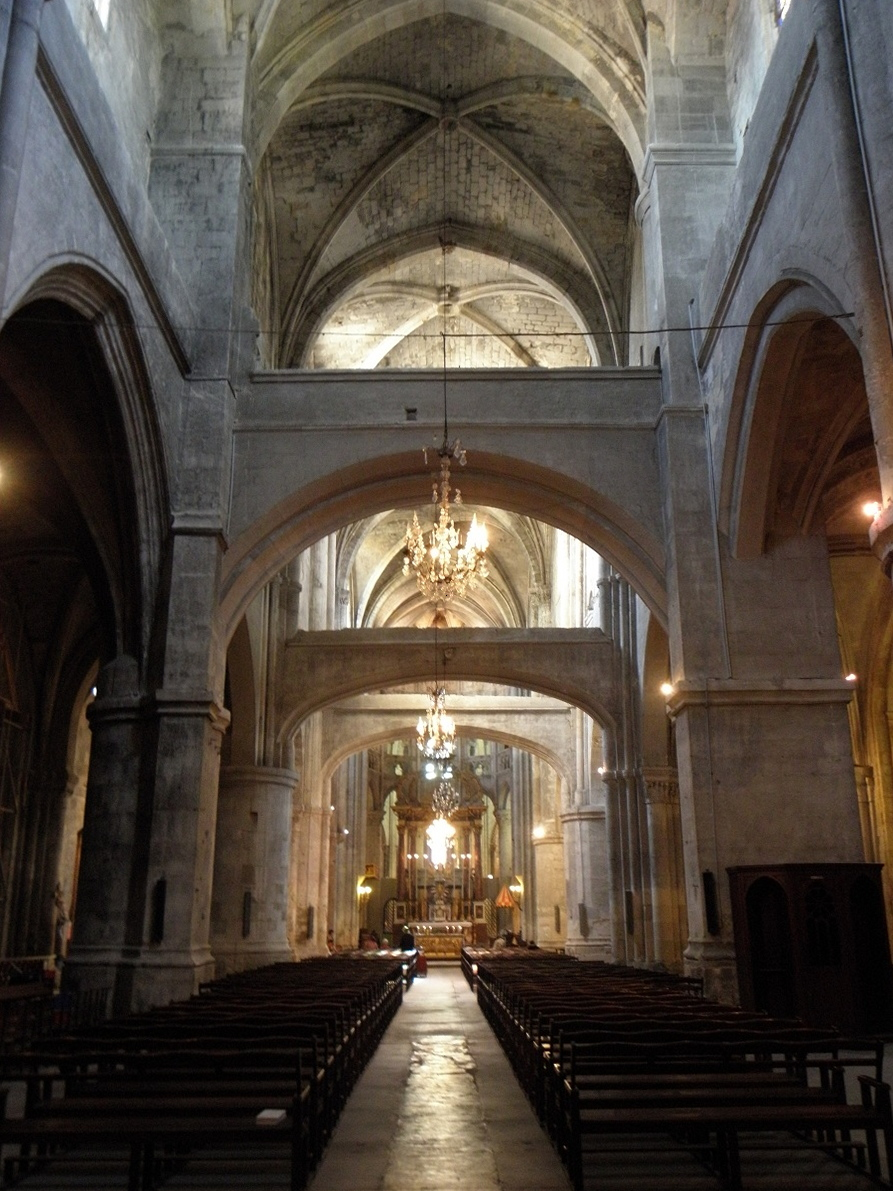